# Wieża telewizyjna

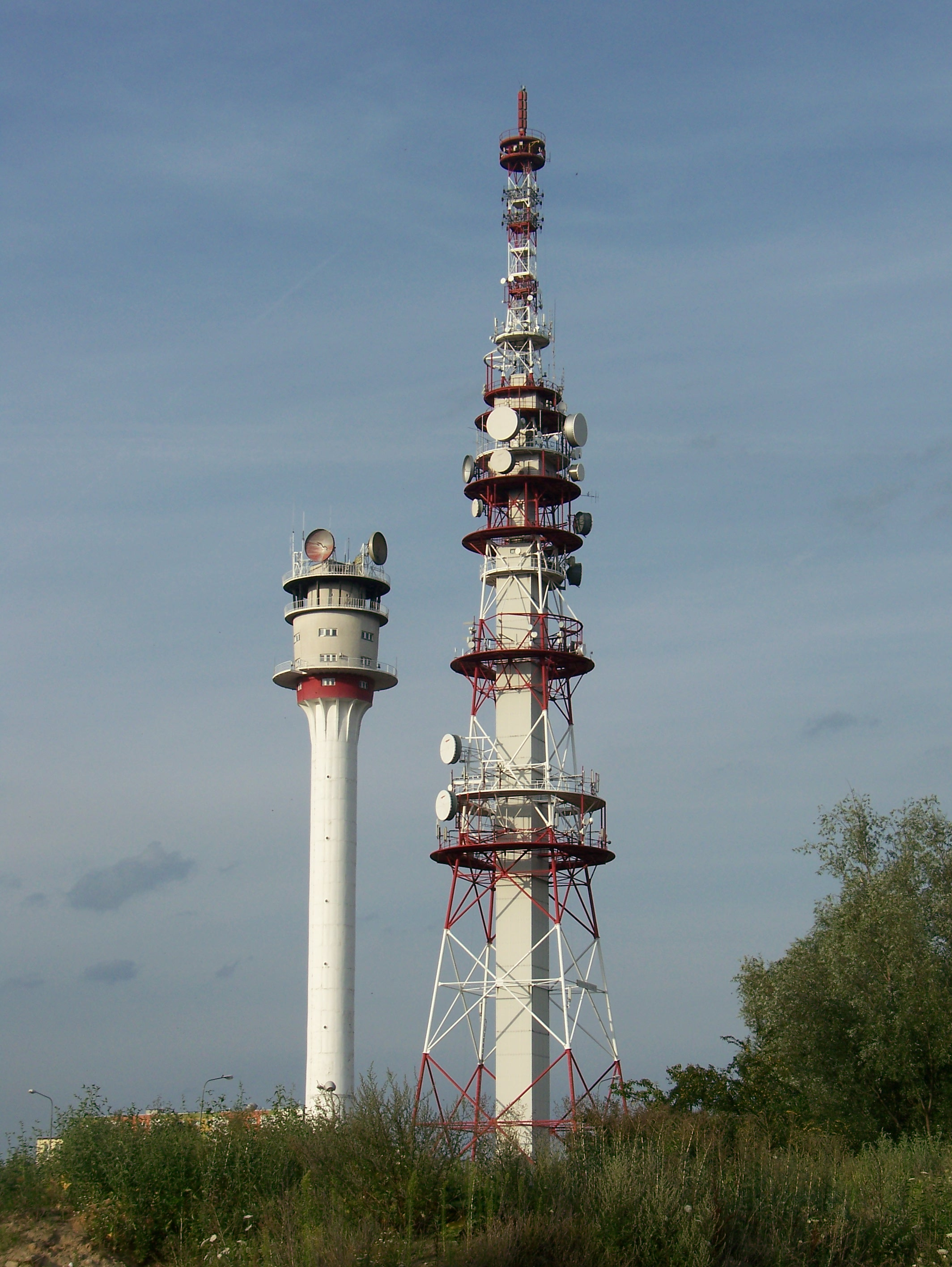
Wieże radiowotelewizyjne w Poznaniu

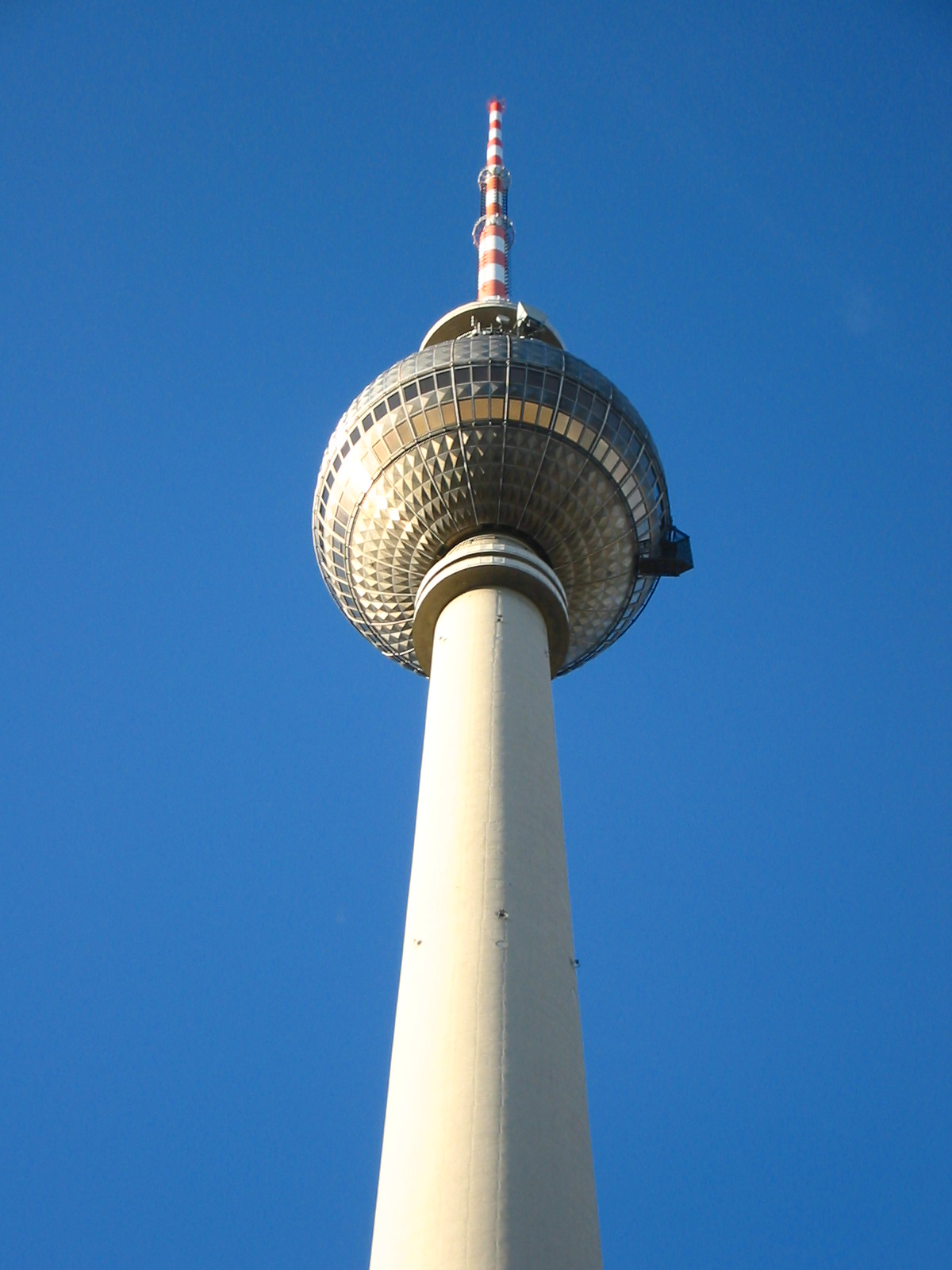
Wieża telewizyjna w Berlinie

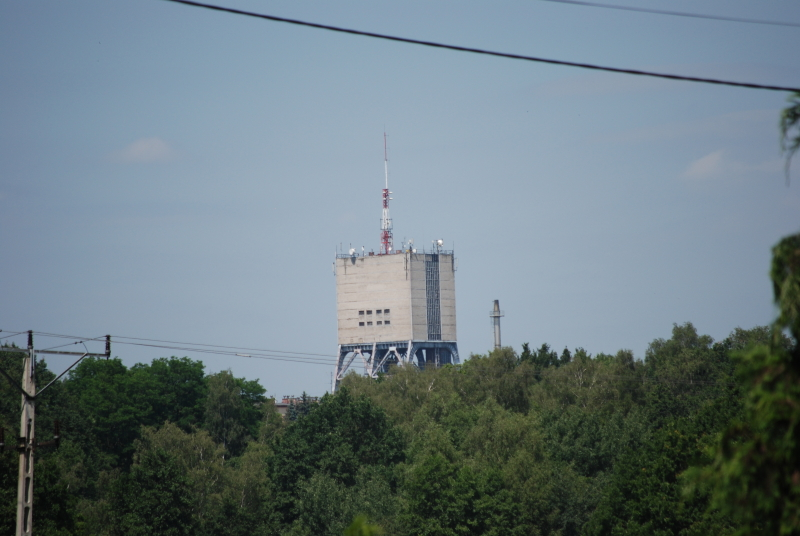
Szyb Jedłownik – obecnie wieża RTV w Wodzisławiu Śl.

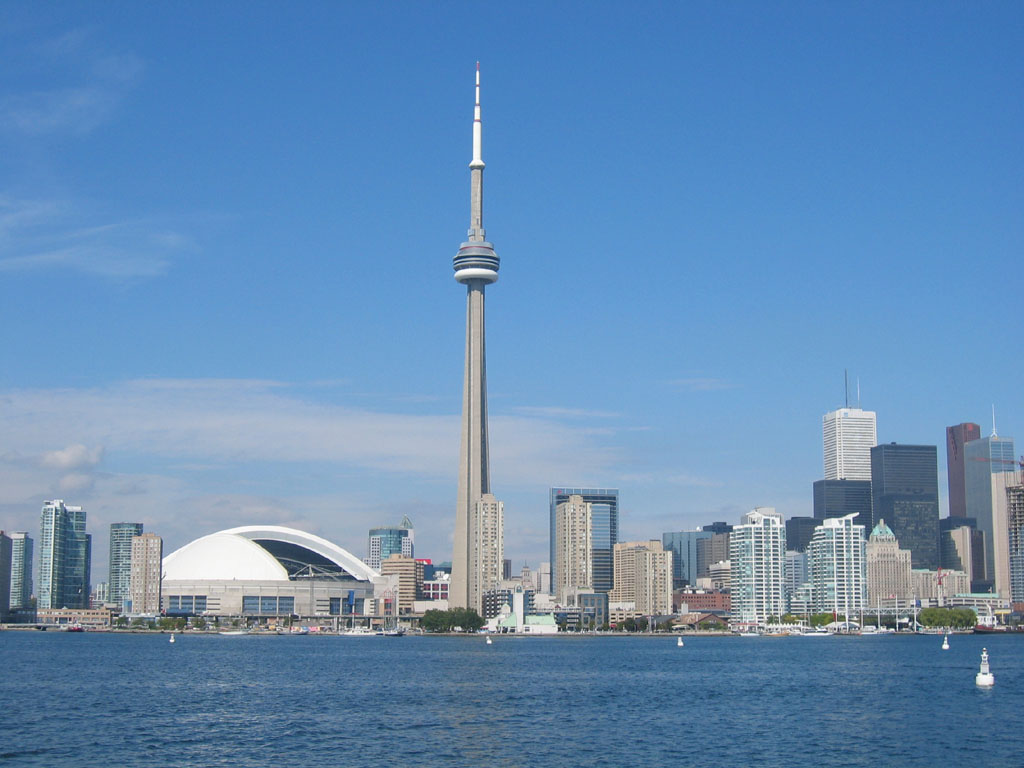
Wieża telewizyjna w Toronto w Kanadzie (The CN Tower)

Wieża telewizyjna – wieża z antenami telewizyjnymi na szczycie. Często jest wyposażona w platformę widokową, dzięki czemu pełni równocześnie funkcję wieży widokowej. Często jest nią wysoki komin.

## Wieże telewizyjne w Polsce

### Beton
| Obiekt | Wysokość | Data powstania | Źródło |
| --- | -------- | -------------- | ------ |
| RTCN Święty Krzyż | 157 m    | 1966           |        |
| RTCN Sucha Góra | 120 m    | 1962           |        |
| SLR Bytków | 110 m    |                |        |
| RTON Lublin-Raabego                                                                                                  | 104 m    |                |        |
| SLR Piątkowo, Wieża 1                                                                                                | 76 m     | 1963           |        |
| RTON Baranówka | 64 m     |                |        |
| SLR Krzemionki | 62,5 m   |                |        |
| SLR Bolewice | 73 m     |                |        |
| SLR Chełmce | 74 m     |                |        |
| Połczyn-Zdrój – Toporzyk SLR + telefonia komórkowa – wieża typu Katowice Bytków                                      | 75 m     |                |        |
| Starogard Gdański – Trzcińsk SLR + telefonia komórkowa – wieże typu Katowice Bytków                                  | 54,9 m   |                |        |
| Piotrków Trybunalski – Majków Średni SLR + telefonia komórkowa – przy drodze krajowej 12, wieża typu Katowice Bytków | 69 m     |                |        |
| Żerków SLR – wieża typu Poznań Piątkowo SLR + telefonia komórkowa                                                    | 80 m     |                |        |
| RTCN Jemiołów | 100 m    |                |        |
| Rodowo koło Kwidzyna, (na północ od Prabut) SLR + telefonia komórkowa                                                | 52,1 m   |                |        |
| Mława (1 kilometr od obwodnicy DK 7 przy drodze wojewódzkiej 544 i 615) SLR + telefonia komórkowa                    | 92 m     |                |        |
| Zygry | 71 m     |                |        |
| SLR Górki Duże | 45 m     | 1961           |        |

### Stal
- RTCN Ślęża
- RTON Jagodnik
- RTON Gubałówka
- RTCN Tatarska Góra
- RTON Skrzyczne
- RON Spacerowa
- eR Piotrków
- RTON Chojna koło Gołańczy, powiat Wągrowiec

## Wieże telewizyjne na świecie
Do znanych wież telewizyjnych na świecie należą m.in.:
- wieża CN Tower w Toronto
- wieża telewizyjna Ostankino w Moskwie
- wieża telewizyjna w Stuttgarcie
- wieża telewizyjna w Berlinie
- Avala TV Tower w Belgradzie